# Sitticus mazorcanus
Sitticus mazorcanus är en spindelart som beskrevs av Chamberlin 1920. Sitticus mazorcanus ingår i släktet Sitticus och familjen hoppspindlar. Inga underarter finns listade i Catalogue of Life.